# Tequexpalco
Tequexpalco är en ort i Mexiko.   Den ligger i kommunen Coxcatlán och delstaten Puebla, i den sydöstra delen av landet, 250 km sydost om huvudstaden Mexico City. Tequexpalco ligger 2 151 meter över havet och antalet invånare är 369.
Terrängen runt Tequexpalco är kuperad åt nordväst, men åt sydost är den bergig. Runt Tequexpalco är det ganska tätbefolkat, med 60 invånare per kvadratkilometer. Närmaste större samhälle är Ajalpan, 17,8 km nordväst om Tequexpalco. I omgivningarna runt Tequexpalco växer huvudsakligen savannskog.